# Konstruerbare tal
Et konstruerbart tal er et komplekst tal, hvor det skrevet som {\displaystyle a+ib} gælder, at punktet {\displaystyle (a,b)} er et konstruerbart punkt. Navnet stammer fra den klassiske matematiske disciplin konstruktion med passer og lineal. De konstruerbare tal udgør et legeme, som er et dellegeme af de algebraiske tal.

## Definition
Lad der være givet en udgangsfigur i den reelle plan, bestående af punkterne {\displaystyle (0,0)} og {\displaystyle (1,0)}. 
Et punkt kaldes konstruerbart, hvis det kan fås ud fra udgangsfiguren ved successiv anvendelse af følgende operationer: 
1. Tegne den rette linje gennem to givne eller allerede konstruerede punkter.
2. Tegne cirklen med et givet eller allerede konstrueret punkt som centrum, og afstanden mellem to givne eller allerede konstruerede punkter som radius.
3. Opsøge fællespunkter mellem to konstruerede rette linjer, mellem en konstrueret ret linje og en konstrueret cirkel, samt mellem to konstruerede cirkler.